# Лисівка (Хмельницький район)
Лисі́вка —  село в Україні, у Ярмолинецькій селищній громаді Хмельницького району Хмельницької області. Назване так тому, що раніше було оточене густими лісами, з яких зараз залишився лише один який розташований на півдні села.Населення становить 301 осіб.

## Релігія
- Руїни церкви Різдва Пресвятої Богородиці (1821) —

Зараз від церкви залишились лише стіни, та частина намальованої ікони Андрія Первозваного.

## Символіка

### Герб
Щит скошений чотиридільно. У першій пурпуровій частині золоте сонце з шістнадцятьма променями. У другій золотій зелений дубовий листок в стовп, супроводжуваний вгорі, знизу і зліва червоними жолудями. У третій золотій золотій зелений дубовий листок в стовп, супроводжуваний вгорі, знизу і справа червоними жолудями. У четвертій пурпуровій золота підкова вушками догори. Щит вписаний в золотий декоративний картуш і увінчаний золотою сільською короною. Унизу картуша напис "ЛИСІВКА".

### Прапор
Квадратне полотнище поділене діагонально на чотири частини. На верхній пурпуровій жовте сонце з шістнадцятьма променями. На жовтій древковій зелений дубовий вертикальний листок, над ним, знизу і справа червоні жолуді. На вільній древковій зелений дубовий вертикальний листок, над ним, знизу і зліва червоні жолуді. На нижній пурпуровій жовта підкова вушками догори.

### Пояснення символіки
Листя і жолуді – символ історичної назви Лісівка. Пурпуровий колір – почесний в геральдиці – означає частину села Королівку, підкова означає частину села Ковалівку.
На прапорі повторюються кольори і фігури герба.

## Персоналії
Салюк Василь Микитович (нар.1917 — † ) народився в с. Лисівка, також тут вчився. В 1933 р. закінчив ФЗУ на Донбасі, працював машиністом на шахті. В 1938 р. був призваний в ряди Радянської армії, де і застала його Війна. З 1941 по 1945 рік командував танковим взводом.
В селі народився Боровський Станіслав Казимирович (нар.1914 — †1985) — повний кавалер ордена Слави.